# Rocca Grimalda
Rocca Grimalda (piemontiul: La Ròca) település Olaszországban, Piemont régióban, Alessandria megyében. Lakosainak száma 1407 fő (2023. január 1.). Rocca Grimalda Capriata d’Orba, Carpeneto, Ovada, Predosa, Trisobbio és Silvano d’Orba községekkel határos.

## Népesség
A település lakossága az elmúlt években az alábbi módon változott:
| Lakosok száma | 1503 | 1503 | 1407 |
|               | 2017 | 2018 | 2023 |